# Yadé Kara
Pour les articles homonymes, voir Kara.
Yadé Kara (Çayırlı, 1965) est une romancière et journaliste turco-allemande. 
Née dans la province de Çayırlı dans l'est de la Turquie, elle grandit à Berlin-Ouest. Elle étudie les philologies allemande et anglaise, et l'art dramatique au Théâtre Schiller. Elle a travaillé en tant qu'actrice, professeur et journaliste dans des villes comme Londres, Istanbul ou Hong Kong et publié plusieurs articles pour la radio et pour la télévision.  
Son premier roman Selam Berlin (2003) a remporté le Deutschen Bücherpreis et le Prix Adalbert-von-Chamisso en 2004.

## Romans
- Café Cyprus, Roman, Diogenes, Zürich 2008. 375 S.  (ISBN 978-3-257-06623-4)
- Selam Berlin, Roman, Diogenes, Zürich 2003. 381 S.  (ISBN 3-257-06335-0)